# Sulferbergstraat

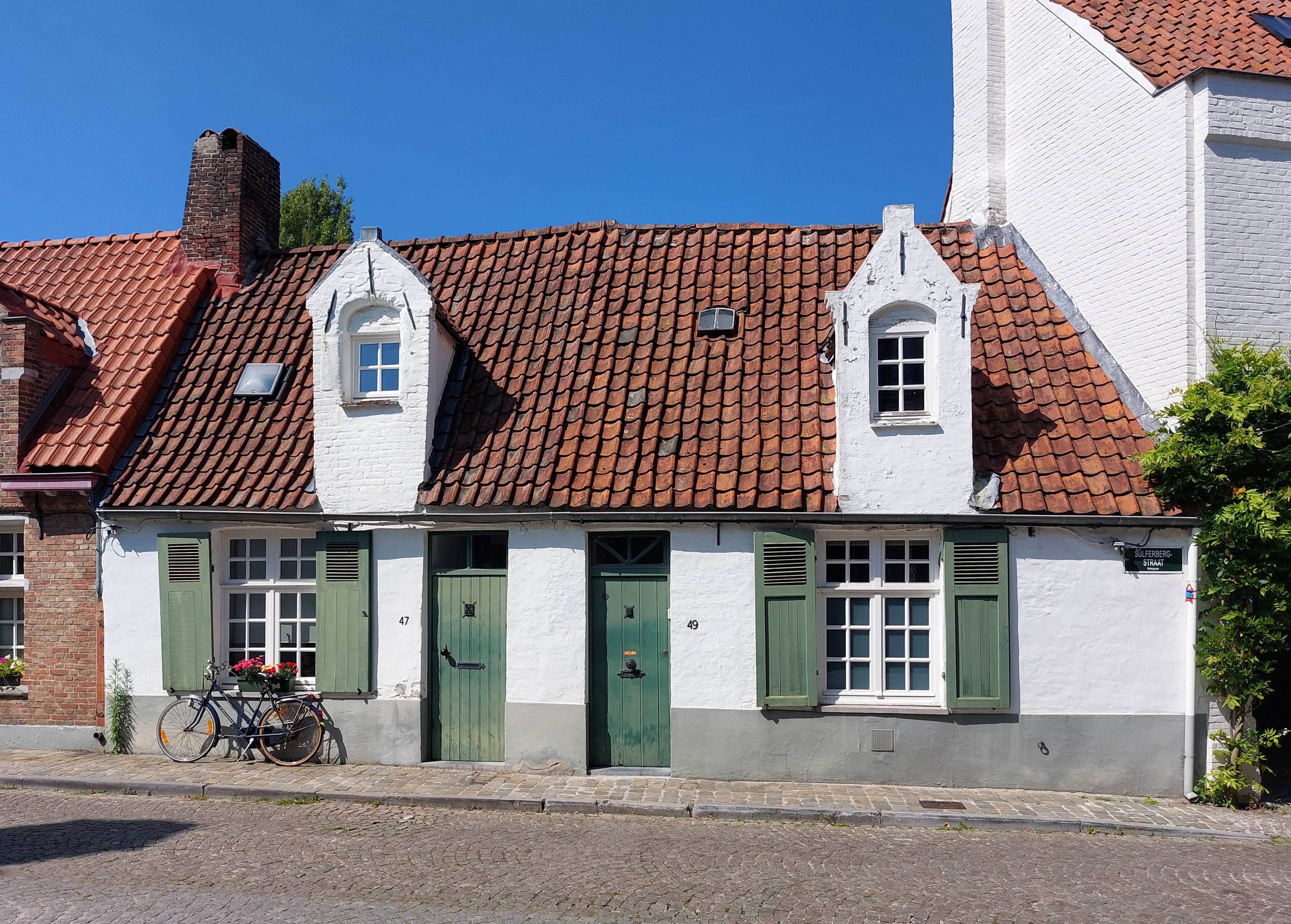
Sulferbergstraat 47-49: arbeidershuisjes met erfgoedwaarde

De Sulferbergstraat is een straat in Brugge.

## Beschrijving
De oorspronkelijke naam van de straat was Assebroekstraat:
- 1565: in 't Assebrouckstraetkin bi den cloostre van de Colletten;
- 1579: Assebrouckstrate.

Het is niet duidelijk waarom die naam aan die straat werd gegeven. Immers, de straat leidde op slechts heel indirecte manier naar de gelijknamige gemeente. Het is niet uitgesloten dat er een herberg met die naam stond. Het is immers ook een herbergnaam die de eerste naam verdreef. In de Katelijnestraat was er een café Sulferenberg, die langs de achterzijde paalde aan de Sulferbergstraat. Op de ruime koer met uitgang langs die straat was een gaaiboldersmaatschappij actief.
Waar de café-uitbater zijn cafénaam haalde, blijft onduidelijk. Mogelijk was hij zelf afkomstig uit de streek van Westouter waar een heuvel de naam Sulferberg droeg, maar dan nog is het onduidelijk waarom er Sulferenberg van werd gemaakt.
Het stadsbestuur legde in 1936 de naam van de straat vast Sulferbergstraat, daar waar het oorspronkelijk Sulferenberg was. Dit was in overeenstemming met wat de volksmond er van had gemaakt.
De Sulferbergstraat loopt van de Colettijnenstraat naar de Arsenaalstraat.